# Placid Lakes
Placid Lakes is een plaats (census-designated place) in de Amerikaanse staat Florida, en valt bestuurlijk gezien onder Highlands County.

## Demografie
Bij de volkstelling in 2000 werd het aantal inwoners vastgesteld op 3054.

## Geografie
Volgens het United States Census Bureau beslaat de plaats een oppervlakte van
47,5 km², waarvan 47,4 km² land en 0,1 km² water.

## Plaatsen in de nabije omgeving
De onderstaande figuur toont nabijgelegen plaatsen in een straal van 48 km rond Placid Lakes.